# Jeleč
Jeleč (německy Geltschhäuseln) je osada, část obce Liběšice v okrese Litoměřice. Nachází se v Českém středohoří na úpatí vrchu Sedlo. Jižně se nachází vesnice Mladé, na západě ves Kotelice, odkud je do osady přístup po zpevněné komunikaci přes osadu Nová Vesnička.

## Historie
První písemná zmínka o osadě pochází z roku 1391.
Osada je kromě hájovny neobydlená a využívaná pouze k rekreačním účelům. Největšího rozmachu dosáhlo chalupaření, díky blízkému vrchu Sedlo. V roce 2007 zde byla otevřena stezka pro jezdce na koních. Pro svou izolovanost zde uprostřed lesů vznikla šlechtitelské stanice, která v evropských pěstitelských kruzích proslula jako tzv. izolát Jeleč, ve kterém se šlechtí nové bezvirózní odrůdy převážně peckovin a jablek.

## Obyvatelstvo
Při sčítání lidu v roce 1921 zde žilo 57 obyvatel (z toho třicet mužů) německé národnosti a římskokatolického vyznání. Podle sčítání lidu z roku 1930 měla vesnice 47 obyvatel s nezměněnou národnostní a náboženskou strukturou.